# Totenkalt
Totenkalt ist ein 2016 beim Verlag HarperCollins U.K. erschienener Kriminalroman von Stuart MacBride; der englische Originaltitel lautet In the Cold Dark Ground. Der Roman wurde von Andreas Jäger übersetzt und 2017 als deutsche Erstausgabe vom Goldmann Verlag veröffentlicht. Es ist der zehnte Roman der Logan McRae-Reihe.

## Inhalt
Logan McRae ist immer noch Detective Seargeant bei der schottischen Polizei in Banff an der schottischen Nordseeküste. Nachdem die Studentin Emily Benton erschlagen wurde, entdeckt Logan gemeinsam mit dem Hundeführer Syd Fraser den nackten Leichnam eines Mannes im Wald. Es handelt sich dabei vermutlich um den Geschäftsmann Martin Milne, der seit drei Tagen vermisst wird. Eine Identifizierung gestaltet sich jedoch als schwierig, da der Körper des Mannes nackt ist und der Kopf in einem undurchsichtigen Müllsack steckt. Die Mordermittlung ist ohnehin nicht Logans Aufgabe, diese übernimmt ein Ermittlerteam unter der Leitung seiner ehemaligen Vorgesetzten und guten Freundin DCI Steel. Doch auch Steel leitet die Ermittlungen nicht lange, da eine DSI Niamh Harper vom Dezernat für organisiertes Verbrechen den Fall übernimmt, da der Modus Operandi einer Leiche mit einem Müllsack über dem Kopf der gleiche ist wie in vielen anderen Fällen von Hinrichtungen, die dem Edinburgher Gangsterboss Malcolm „Malk the Knife“ McLennan zugeschrieben werden. Es ist jedoch Logan, der den entscheidenden Hinweis zur Identität der Leiche liefert, lange bevor der Rechtsmediziner die Entfernung des Müllsacks bei einer Obduktion vornimmt.
Neben seinen dienstlichen Aufgaben hat Logan auch einige private Probleme am Hals. Der Aberdeener Gangsterboss Hamish Alexander Selkirk Mowat liegt im Sterben. Logan, der mit „Wee“ Hamish Mowat ein freundschaftliches, aber aus seiner Sicht als Polizist einwandfreies Verhältnis pflegte, soll nach dessen Tod die „Geschäfte“ übernehmen. Und er soll Mowat einen letzten Wunsch erfüllen und dessen rechte Hand Reuben töten. Logan, der eigentlich nur ein guter Polizist sein möchte, kann sich weder vorstellen zum Gangsterboss zu werden noch jemand kaltblütig und vorsätzlich zu töten. Zudem liegt seine Freundin Samantha seit den Vorgängen am Ende des letzten Romans im Koma und wird nur noch künstlich am Leben gehalten. Da sie keine Verwandten hat, ist es an Logan über die Abschaltung der lebenserhaltenden Maßnahmen zu entscheiden.
Zu allem Überfluss erscheint auch noch Chief Superintendent Napier von der Internen Dienstaufsicht bei Logan. DCI Steel vermutet, dass Napier kurz vor seiner Pensionierung noch einen letzten großen Fall abschießen möchte und sich deshalb eindringlicher mit Logan befassen wird. Doch im Fokus von Napiers Interesse steht Steel, die einem Vergewaltiger belastende Beweise untergeschoben haben soll. Deshalb tritt Napier an Logan heran, damit sich dieser für oder gegen eine Zusammenarbeit mit der Dienstaufsicht im Fall seiner guten Freundin entscheiden soll.
Als „Wee“ Hamish Mowat stirbt, überschlagen sich die Ereignisse. Nachdem Logan schweren Herzens die lebenserhaltenden Maßnahmen für seine Freundin Samantha abstellt, wird er von Reubens Handlangern entführt, um der Hinrichtung eines abtrünnigen Drogendealers beizuwohnen. Anschließend zwingen sie ihn, an der Beisetzung von „Wee“ Hamish Mowat teilzunehmen, wo er zum ersten Mal persönlich auf Malcolm McLennan trifft. Der freundliche Umgang zwischen Logan und McLennan ruft wiederum DSI Harper auf den Plan, die aus dienstlichem Interesse der Beerdigung des einflussreichsten Gangsterbosses in Nordschottland beiwohnt. Während Logan mit John Urquhart, einem Aberdeener Bauunternehmen und ehemaligen Vertrauten von „Wee“ Hamish Mowat, ein Mordkomplott gegen Reuben schmiedet, gibt sich Harper als Logans Halbschwester zu erkennen. Logans Vater ist offensichtlich nicht tot, sondern hat sich von seiner Frau getrennt und in Dumfries ein neues Leben angefangen. Nach Samanthas Bestattung trifft Logan sich mit Reuben und Urquhart auf der Schweinefarm von „Wee“ Hamish Mowat im Gairnhill Wood westlich von Aberdeen. Logan will Reuben erschießen, verletzt ihn jedoch nur am Bein. Nachdem der Mörder von Pete Shepherd – der nackten Leiche mit dem Müllsack über dem Kopf – überführt ist, wird Logan gemeinsam mit DSI Harper auf der Landstraße von Reuben und seinen Handlangern überfallen. Logan gelingt es diese zu überwältigen und schießt Reuben in den Kopf. Dieser überlebt zwar, wird später jedoch von John Urquhart aus dem Krankenhaus entführt und an die Schweine verfüttert. Logan entschließt sich auch, mit der Dienstaufsicht zusammenzuarbeiten und sieht angesichts erdrückender Beweise keine andere Möglichkeit, als bei der Überführung von DCI Steel behilflich zu sein. Gegen Ende des Buches schlägt Logan „Wee“ Hamish Mowats Angebot aus und beschließt, weiter ein rechtschaffener Polizist zu bleiben. Das Unternehmen von Mowat übernimmt daraufhin John Urquhart.

## Kritiken
„Mit "Totenkalt" ist es Stuart MacBride gelungen, über viele hundert Seiten kein Stroh zu dreschen, sondern einen komplexen Kriminalfall und eine komplizierte Privatgeschichte zu erzählen – ein Parallelflug, der so harmonisch nur wenigen zeitgenössischen Autoren gelingt.“

## Allgemeines
Auch für dieses Buch „verkaufte“ MacBride eine Nebenrolle in seiner Erzählung. Nachdem Isla Anderson half, Geld für einen guten Zweck zu sammeln, widmete er ihr die Rolle einer von Logans Kolleginnen.